# Die Neue Zeitung (Wien)

Titelblatt der Neuen Zeitung vom 2. November 1907

Die Neue Zeitung war eine österreichische Tageszeitung, die zwischen 1907 und 1934 in Wien erschien. Die Zeitung erschien sieben Mal pro Woche, jeweils um sechs Uhr früh beziehungsweise montags um die Mittagszeit. 
Die Neue Zeitung wurde 1907 vom Sankt Josefsverein aus Kärnten gegründet und stellte eine relativ getreue Kopie der Illustrierten Kronen-Zeitung dar. Als Chefredakteur und Herausgeber fungierte Hans Bösbauer. Der Untertitel der Zeitung lautete Illustriertes unabhängiges Tagblatt, dementsprechend gab es neben dem obligatorischen Titelblatt auch im Blattinneren zahlreiche Illustrationen. Der Schwerpunkt der Neuen Zeitung lag im Lokalbereich und in Rubriken wie „Wiener Neuigkeiten“, „Versammlungen“, „Gerichtssaal“, „Kirchliches“, „Gemeindeangelegenheiten“, „Vereinsnachrichten“ und „Tagesneuigkeiten“. Neben dem politischen Teil mit Berichten aus dem Reichsrat gab es einen Leitartikel, einen volkstümlichen sowie einen Kriminalroman und eine kurze Rubrik „Theater und Kunst“. Ergänzt wurde die Berichterstattung durch Sportnachrichten und einen knappen Wirtschafts- und Börseteil. 
Nach dem Ersten Weltkrieg begann trotz des unveränderten Zeitungskonzeptes ein sukzessiver Abstieg der Neuen Zeitung. Die Blattlinie blieb zunächst politisch neutral, wenngleich die katholische Orientierung betont wurde. Ab 1932 wurde die Zeitung zum Organ des christlichsozialen Politikers Leopold Kunschak. Aus diesem Grund wurde die politische Berichterstattung ausgebaut und den aktuellen Nachrichten ein größerer Stellenwert eingeräumt. Demgegenüber wurde der Anteil der Wirtschafts- und Sportnachrichten sowie der Anzeigen immer mehr reduziert. Die Bilder wurden immer mehr durch politische Karikaturen ersetzt, die Aufmachung orientierte sich stärker an den Boulevardzeitungen. Nachdem die Zeitung stärker nationalsozialistische Tendenzen verfolgte und die liberalen und marxistischen Zeitungen stark angriff, stellte die Druckerei Waldheim-Eberle die Zeitung ein, da sie den Entzug der Konzession befürchten musste.